# Diplodus cervinus
Diplodus cervinus är en fiskart som först beskrevs av Lowe, 1838.  Diplodus cervinus ingår i släktet Diplodus och familjen havsrudefiskar.

## Underarter
Arten delas in i följande underarter:
- D. c. omanensis
- D. c. cervinus
- D. c. hottentotus